# رینیانو جارجانیکو

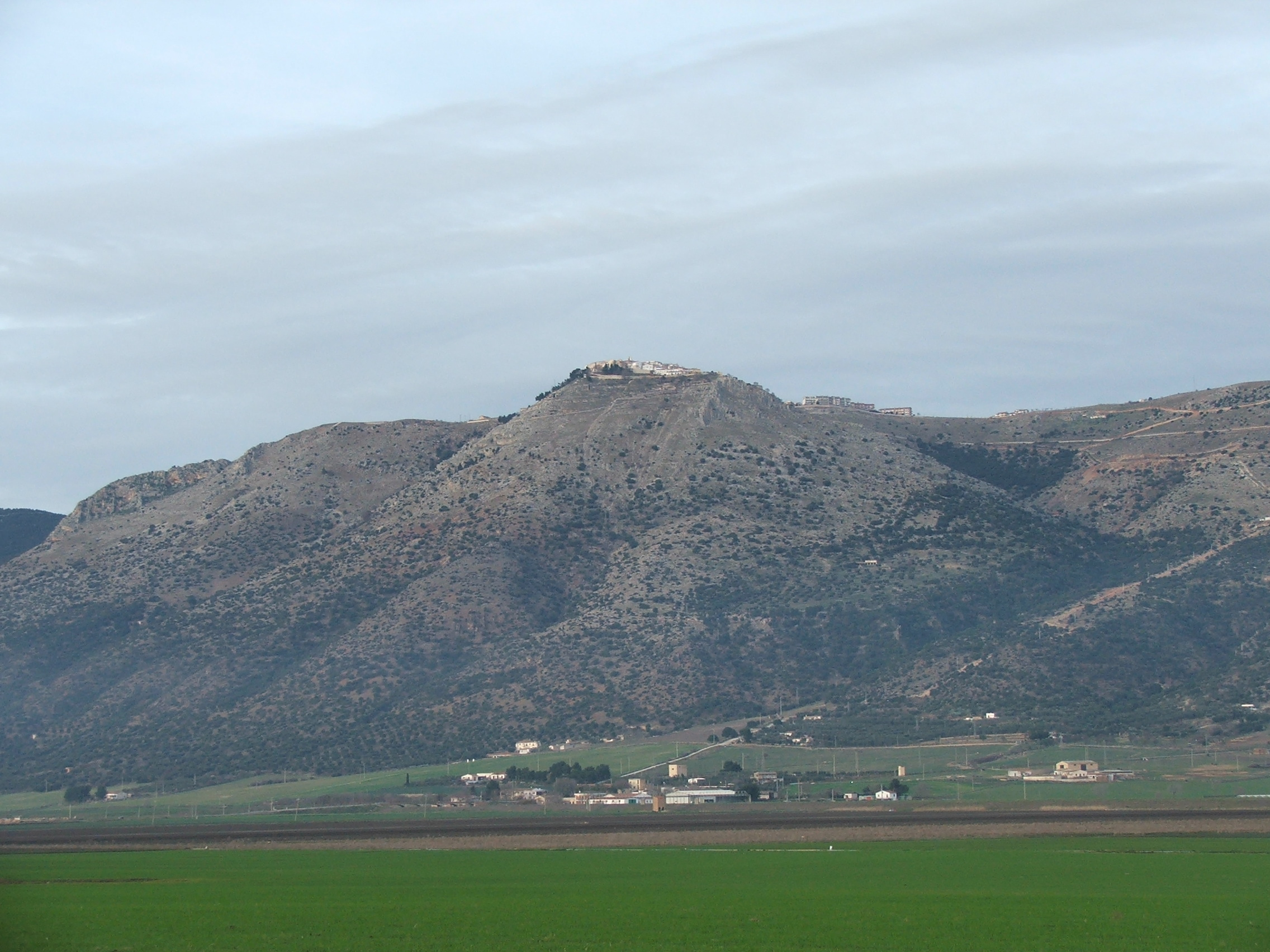
نمایی از «رینیانو جارجانیکو»

رینیانو جارجانیکو (به ایتالیایی: Rignano Garganico) یک کومونه در ایتالیا است که در استان فوجا واقع شده‌است. رینیانو جارجانیکو ۸۸٫۹۴ کیلومتر مربع مساحت و ۲٬۱۷۷ نفر جمعیت دارد و ۵۹۰ متر بالاتر از سطح دریا واقع شده‌است.